# Valcha (Stráž)
Valcha je malá vesnice, část městyse Stráž v okrese Tachov v Plzeňském kraji. Nachází se asi 2,5 kilometru jihovýchodně od Stráže. Valcha leží v katastrálním území Borek u Tachova o výměře 4,46 km².

## Historie
První písemná zmínka o vesnici pochází z roku 1717. Ze třicátých let 20. století pochází kaple Nejsvětější Trojice, opravená v roce 1993. Zajímavá je kamenná lávka ze tří žulových kamenů nesená dvěma pilíři a kamenný stůl a lavice u hájovny z roku 1920. U Ovčího rybníka se nachází smírčí kříž.

## Přírodní poměry
Vesnice leží u západního okraje přírodního parku Valcha a jihovýchodně od ní se nachází přírodní památka Valcha. Vesnici obtéká Čaňkovský potok.

## Obyvatelstvo
| Rok            | 1869 | 1880 | 1890 | 1900 | 1910 | 1921 | 1930 | 1950 | 1961 | 1970 | 1980 | 1991 | 2001 | 2011 | 2021 |
| -------------- | ---- | ---- | ---- | ---- | ---- | ---- | ---- | ---- | ---- | ---- | ---- | ---- | ---- | ---- | ---- |
| Počet obyvatel | 76   | 74   | 71   | 66   | 75   | 74   | 69   | 35   | 33   | 22   | 10   | 8    | 9    | 8    | 5    |
| Počet domů     | 17   | 14   | 15   | 15   | 16   | 15   | 15   | 6    | 6    | 6    | 6    | 6    | 6    | 7    | 7    |

## Obecní správa
Při sčítání lidu v letech 1850–1960 Valcha byla osadou obce Borek v okrese Tachov. V letech 1961–1979 byla částí obce Bernartice v okrese Tachov. Od 1. ledna 1980 je částí městyse Stráž v okrese Tachov.

## Osobnosti
- Anton Gág (1859-1908) česko-americký malíř, rodák z Valchy

## Galerie

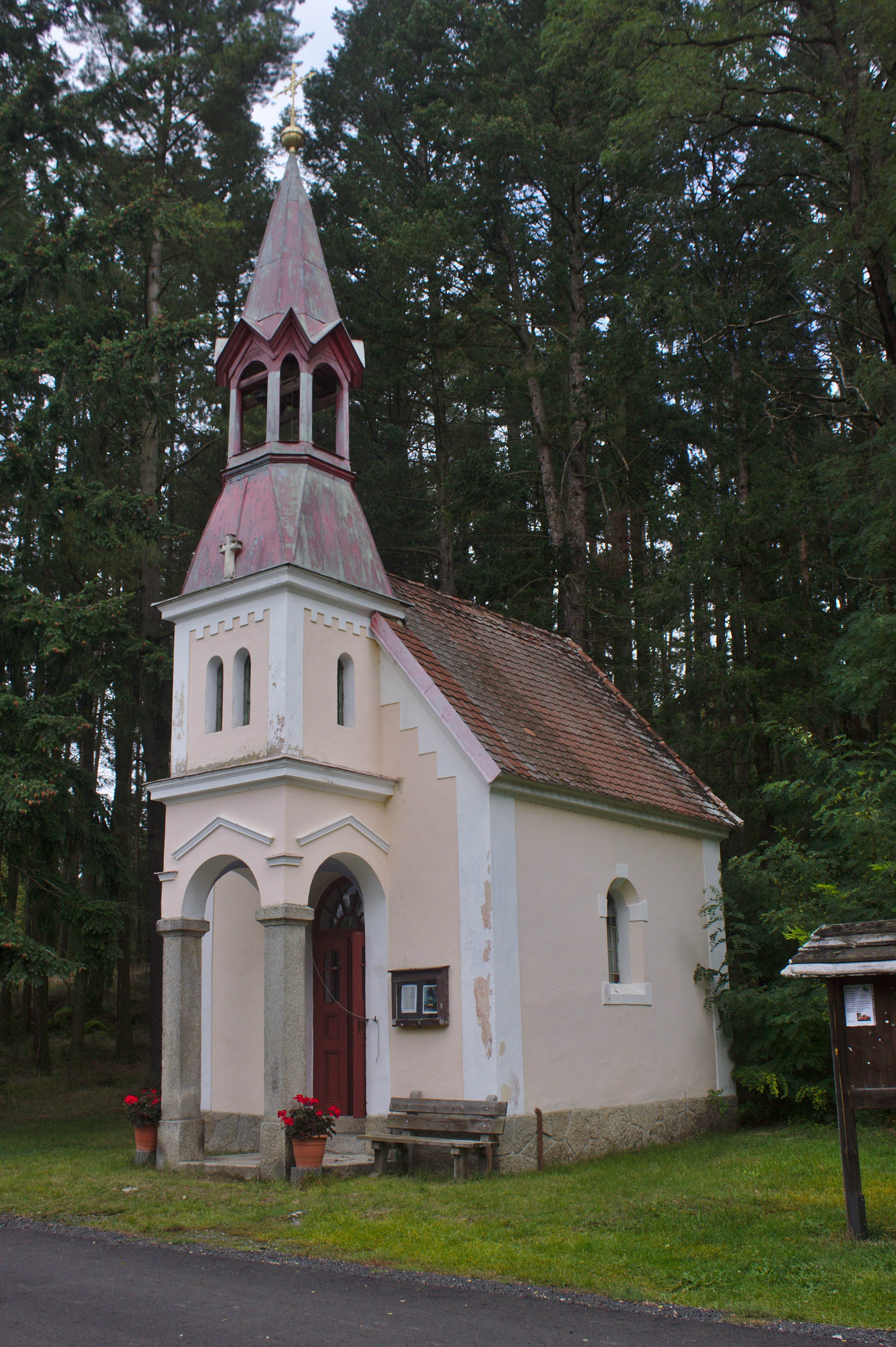
kaple
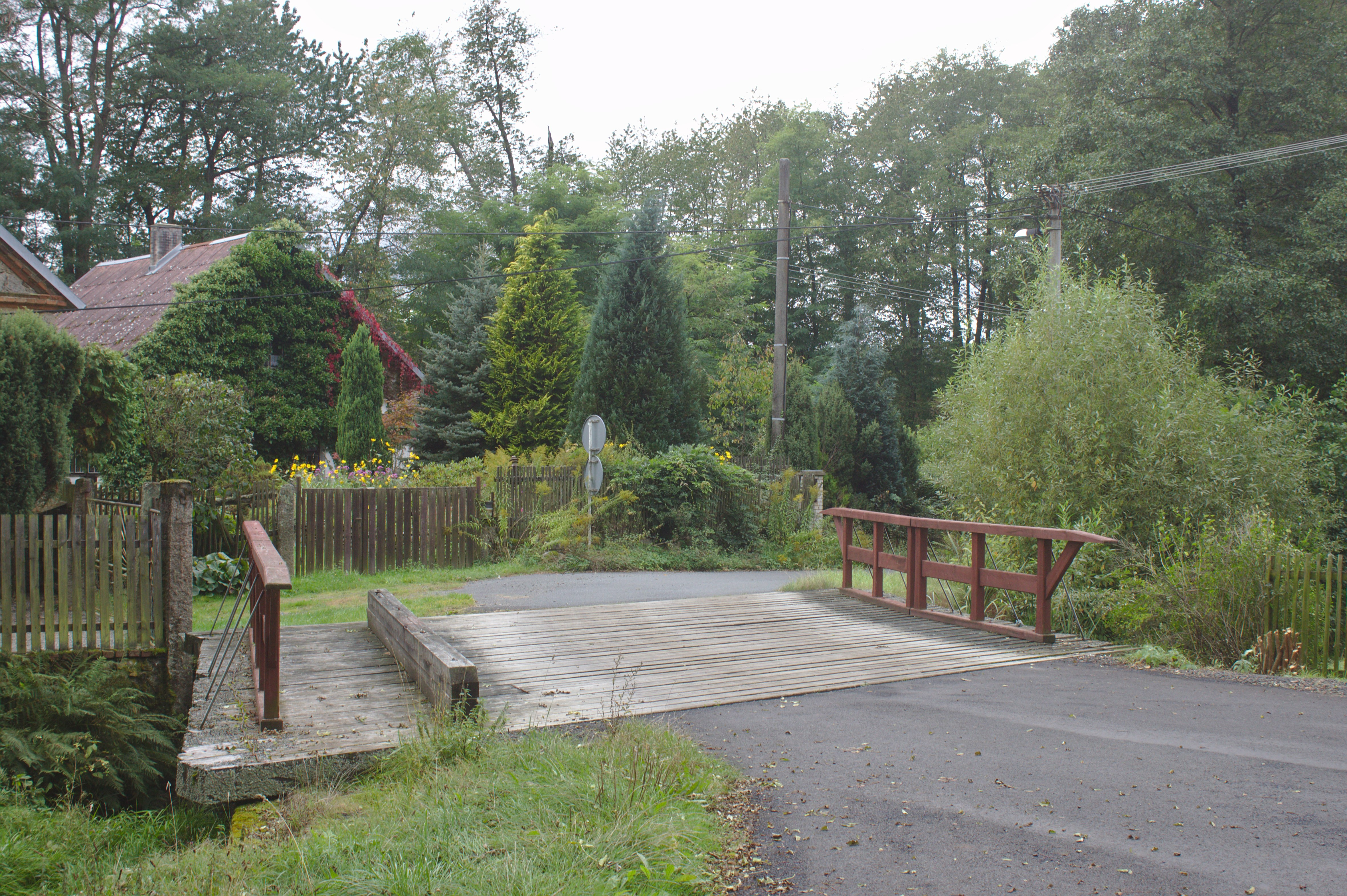
dřevěný most
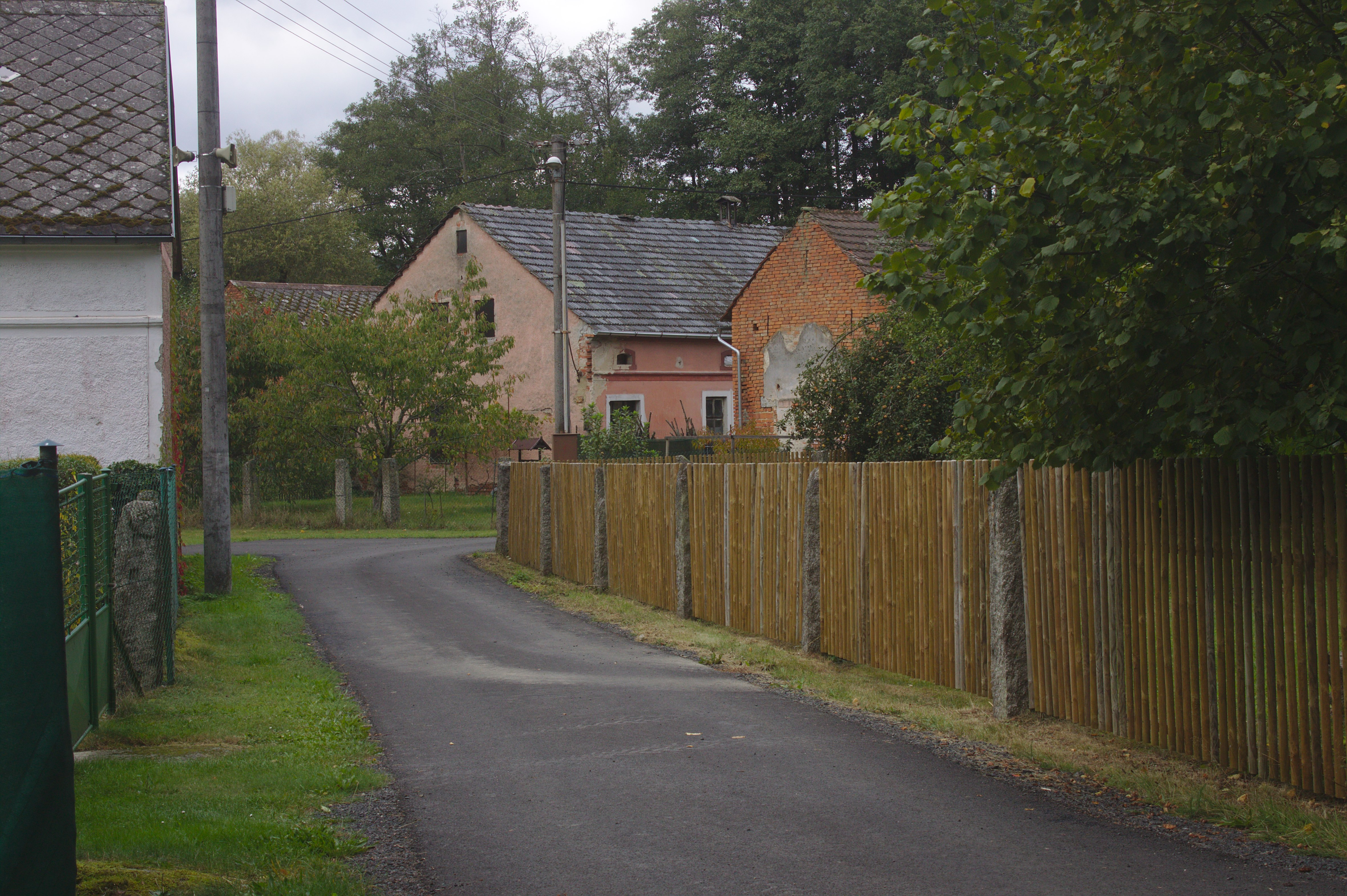
domy